# L'Amerzone : Le Testament de l'explorateur
Pour les articles homonymes, voir L'Amerzone.
Cet article concerne le jeu original de L'Amerzone : Le Testament de l'explorateur. Pour la version remake, voir L'Amerzone : Le Testament de l'explorateur (jeu vidéo, 2025).
Vous lisez un « article de qualité » labellisé en 2011.
L'Amerzone : Le Testament de l'explorateur est un jeu vidéo d'aventure édité par Microids, sorti sur PC, Macintosh et PlayStation en 1999, puis porté sur iOS en 2011 et sur Android en 2014. Il s'agit du premier jeu vidéo conçu par Benoît Sokal, qui s'était jusqu'alors uniquement illustré dans le domaine de la bande dessinée en inventant notamment les aventures de l'inspecteur Canardo. Pour L'Amerzone, Sokal a réutilisé l'univers du cinquième opus des aventures de Canardo, bande dessinée parue en 1986, intitulée L'Amerzone. Le scénario du jeu diffère cependant de celui de la bande dessinée.
Le joueur incarne un journaliste à l'identité inconnue. Voulant réaliser l'interview d'un vieil explorateur du nom d'Alexandre Valembois, le journaliste se rend dans le phare où réside le vieil homme. Celui-ci, mourant après un long monologue destiné au jeune reporter, lui livre une tâche qui ne va pas sans sa part de mystère : aller en Amerzone pour y ramener « l'œuf des Oiseaux Blancs ». Le journaliste se lance alors à l'aventure pour tenter de réaliser le dernier souhait de l'explorateur.
Le jeu a reçu des critiques positives à sa sortie, notamment concernant son ambiance et ses graphismes. L'Amerzone s'était déjà vendu à plus d'un million d'exemplaires dans le monde avant sa sortie sur iOS.
Un remake du jeu, développé par Microids, est sorti le 24 Avril 2025.

## Trame

### Univers

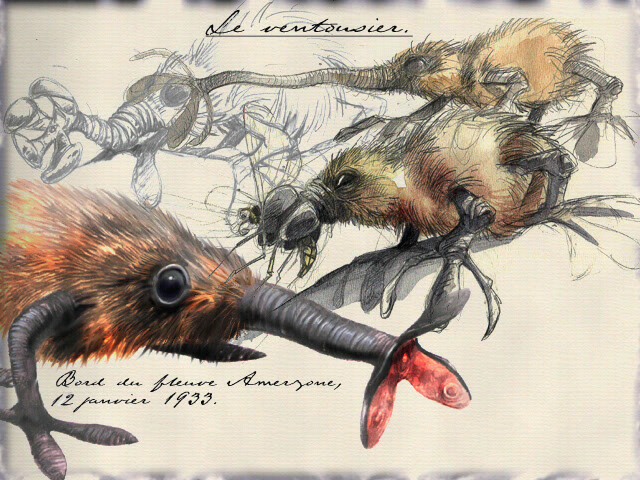
La faune d'Amerzone relève de l'imaginaire et du fantastique.

Dans le jeu, l'« Amerzone » désigne à la fois un pays d'Amérique du Sud et le fleuve principal qui le traverse. La proximité entre le nom d'« Amerzone » et celui d'« Amazonie » (région traversée par le grand fleuve Amazone) laisse penser que ce pays imaginaire se situe dans la partie nord de l'Amérique du Sud.
Tout l'univers du jeu est situé à la limite du réel et de l'imaginaire, à l'image de ce pays qu'est l'Amerzone, à la fois imaginaire mais que Sokal a eu la volonté d'ancrer sur un continent bien réel (l'Amérique). De même, le phare où l'action du jeu débute se trouve en Bretagne, sur la presqu'île de Langrevin : bien que la Bretagne soit une région réelle, la presqu'île de Langrevin, quant à elle, n'existe pas. L'univers de l'Amerzone a souvent été qualifié de poétique et d'onirique.

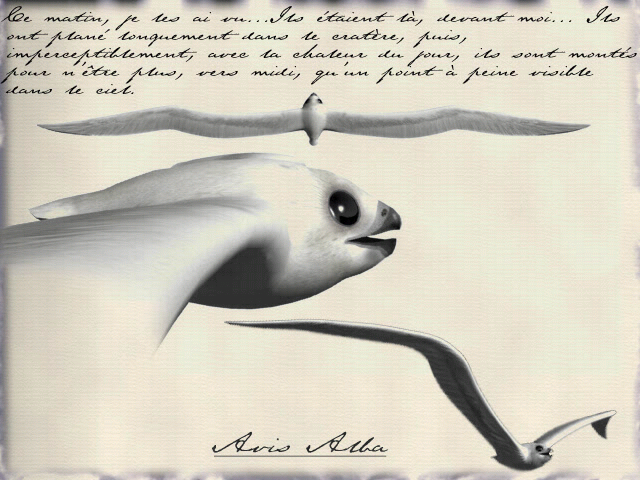
Les Oiseaux Blancs sont au cœur de la dimension onirique et poétique du jeu.

L'univers du jeu bascule plus nettement dans le fantastique à partir du moment où le joueur arrive en Amerzone. La faune et la flore de ce pays sont en effet composées de nombreuses espèces imaginaires. Le carnet de l'explorateur Alexandre Valembois que le joueur a en sa possession permet de découvrir des dessins à l'aquarelle de ces espèces ainsi que leur nom. Les végétaux référencés par Valembois sont des plantes au port herbacé parmi lesquels se trouvent le Manka, le Yangala, le Zoula, ou encore l'Orcochi (plante à fleurs assez semblable à l'orchidée). De même, dans ce carnet sont référencées plusieurs espèces animales spécifiques de l'Amerzone telles que le Cafardus Horribilis, le vautour d'Amerzone, l'oie d'Amerzone, etc. Le joueur a l'occasion de croiser au cours de son aventure en Amerzone plusieurs de ces animaux fantastiques, notamment le ventousier, le rhinopotamus, le pêchosaure et la girafe palmée.
Les Oiseaux Blancs sont au cœur de la dimension onirique et poétique du jeu. Ce sont des oiseaux au plumage d'un blanc immaculé et dont les ailes, très grandes par rapport à leur corps, continuent de grandir tout au long de leur vie. Les Oiseaux Blancs sont dépourvus de pattes, et planent donc indéfiniment dans le cratère d'un grand volcan situé dans une région montagneuse d'Amerzone, se laissant porter au gré des courants d'air chaud. Les Oiseaux Blancs se nourrissent la nuit d'insectes qui remontent des marais situés au pied des volcans. La survie de l'espèce est très fragile : en effet, tous les trois ans, une femelle pond sur le rebord du cratère un œuf de très grande taille contenant de très nombreux embryons d'oiseaux. Or, à cause des vapeurs néfastes du volcan, les œufs d'oiseaux blancs sont naturellement « malades », et si rien n'est fait, ces œufs ne donnent pas naissance à des oiseaux blancs, mais à une version « dégénérée » d'oiseaux noirs. Pour que les œufs donnent bien naissance à des oiseaux blancs, une intervention humaine est nécessaire. Or, seule une tribu d'Indiens proche du volcan connaît le rituel nécessaire à la guérison de ces œufs. La survie des Oiseaux Blancs ne dépend que du savoir-faire de cette tribu. Dans son carnet, Valembois attribue aux Oiseaux Blancs le nom binominal « Avis Alba ». En dehors de la tribu des Ovo-volahos, beaucoup d'Amerzoniens pensent que l'existence des Oiseaux Blancs n'est qu'une légende, un récit mythologique destiné aux enfants.

### Personnages principaux et voix
| Personnage                                                            | Voix            |
| --------------------------------------------------------------------- | --------------- |
| Alexandre Valembois                                                   | Michel Barbey   |
| Antonio Alvarez                                                       | Marc Moro       |
| David Mackowski                                                       | Luc Gentil      |
| Facteur (scène d'ouverture) Pêcheur (île des échoués) Soldat (Puebla) | Hubert Drac     |
| Narratrice (scène finale)                                             | Françoise Cadol |

Le journaliste
Le journaliste est le personnage incarné par le joueur. Travaillant au Mondial Magazine, ce reporter doit à l'origine rencontrer Valembois pour converser avec lui au sujet de l'Amerzone. Aucune autre information n'est donnée dans le jeu sur ce personnage, et le joueur n'a pour ainsi dire presque aucune information sur lui-même. Le journaliste n'apparaît pas à l'écran au cours du jeu, et ne s'exprime jamais. Sa voix et son visage restent donc une énigme pour le joueur.
Alexandre Valembois
Alexandre Valembois est né le 28 juin 1904 à Paris. Après avoir terminé des études de sciences naturelles, il réalise une expédition en Amerzone de 1932 à 1934 car ce pays le fascine. Lors de ce voyage, il découvre et se passionne pour les Oiseaux Blancs, et ramène en Europe l'un de leurs œufs en 1934. Cependant, aucun crédit n'est apporté à sa découverte et Valembois se retrouve exclu de la communauté scientifique. Malgré cela, il entreprend après la guerre une carrière de professeur d'histoire naturelle en lycée. Le joueur rencontre Valembois dans le phare au début de l'aventure, en 1998. Le pauvre homme, épuisé et rongé par ses erreurs passées, ne peut qu'évoquer la nécessité de ramener l'œuf des Oiseaux Blancs en Amerzone avant de décéder.
Antonio Alvarez
Antonio Alvarez est un homme natif de l'Amerzone. Il rencontre Valembois en 1929, alors qu'il est étudiant en droit. Profondément attaché à son pays d'origine, Alvarez devient le guide de Valembois lors de l'expédition de 1932. À la fin de cette expédition, Alvarez reste en Amerzone tandis que Valembois repart en Europe. Alvarez a alors à cœur de faire avancer son pays vers la modernité, et décide pour cela d'organiser un coup d'État. Le patriote se transforme alors en dictateur cynique, envahi par le désir du pouvoir et administrant de manière catastrophique le pays qu'il aimait tant.
David Mackowski
Mackowski est un jésuite ayant accompagné Valembois en Amerzone lors de l'expédition de 1932, étant lui aussi fasciné par ce pays. Aveuglé par sa foi dans l'Église catholique, le jeune homme avait alors décidé d'évangéliser les indigènes d'Amerzone, sans prendre en compte leurs précédentes croyances et coutumes. En 1998, Mackowski est devenu un vieillard, et éprouve une profonde tristesse vis-à-vis de ce qu'est devenue l'Amerzone sous la dictature d'Alvarez, regrettant les conséquences néfastes de l'expédition de 1932.

### Scénario
Bien que l'action du jeu se déroule en 1998, toute l'intrigue est inspirée de faits passés, survenus dans les années 1930. S'étant vu confier par Alexandre Valembois la mission de ramener en Amerzone un œuf d'Oiseau Blanc détenu par l'explorateur, le journaliste incarné par le joueur cherche à marcher sur les traces du vieil homme pour retrouver l'endroit où l'œuf en question doit être emmené. Le reporter dispose pour cela du carnet de voyage qu'avait tenu Valembois lors de son expédition en Amerzone de 1932 à 1934, ainsi que d'une lettre écrite par Valembois et laissée à l'intention du journaliste, qui permettent de retracer son épopée.

#### 1932-1934: l'expédition de Valembois
Alexandre Valembois, féru de zoologie, souhaite de tout cœur explorer l'Amerzone depuis 1929 pour y découvrir les espèces exotiques dont lui a parlé Antonio Alvarez cette même année. Il reçoit en 1932 un mandat du Muséum d'histoire naturelle de Paris pour entreprendre ce voyage et faire l'inventaire de la faune et la flore d'Amerzone.

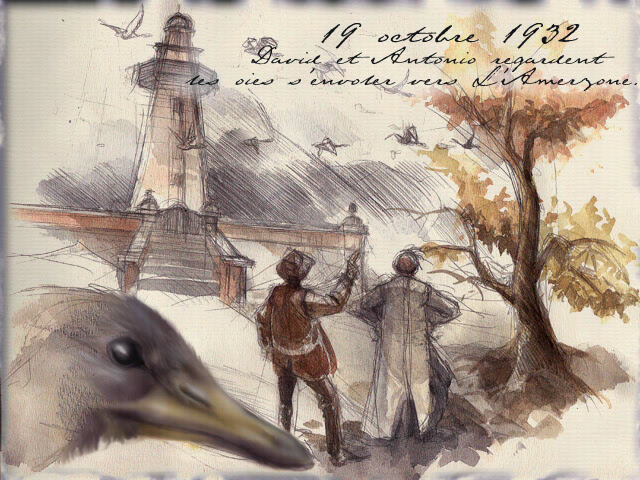
En octobre 1932, Valembois, Mackowski et Alvarez s'apprêtent à partir en Amerzone.

Le 22 octobre 1932, tôt dans la matinée, Alexandre Valembois, Antonio Alvarez et David Mackowski partent d'un phare breton à bord d'un Hydraflot, engin créé par Valembois et spécialement adapté aux difficultés du voyage. Pour se diriger vers l'Amerzone, pays méconnu des Européens se situant en Amérique, les trois compagnons suivent un cap qu'ils ont défini en observant la direction de groupes d'oies d'Amerzone migrant à chaque automne vers ce pays.
Ayant besoin de carburant pour l'Hydraflot, les trois compagnons décident de faire escale sur un îlot, désigné sous le nom d'« île des échoués ». Toutefois, en arrivant dans la crique portuaire de l'îlot, l'Hydraflot heurte un cachalot. Valembois constate d'importants dégâts sur l'engin le 25 octobre, et comprend le 1er novembre que l'Hydraflot ne pourra pas redémarrer. L'explorateur s'inquiète de devoir abandonner l'expédition une semaine seulement après son départ.
Toutefois, le 24 novembre 1932, les aventuriers parviennent à repartir vers l'Amerzone à bord d'un baleinier péruvien. Un mois plus tard, le 25 décembre 1932, les trois camarades débarquent sur les rives de l'Amerzone, pour arriver peu de temps après à Puebla, un village situé à l'endroit d'un ancien comptoir de l'époque des conquistadors. Valembois commence alors à étudier la faune et la flore d'Amerzone dont il réalise des aquarelles dans son carnet de voyage.
Le voyage d'exploration connaît un tournant majeur le 1er janvier 1933, lorsqu'un homme d'Amerzone du nom de Luis Angel raconte la légende des Oiseaux Blancs à Valembois. Ce dernier décide dès lors d'aller à la rencontre de cette espèce si singulière malgré le manque de crédit accordé à l'existence des Oiseaux Blancs, et se sépare d'Alvarez et Mackowski pour remonter le fleuve Amerzone dans une barque en compagnie de Luis Angel qui lui sert de guide. Les deux hommes remontent le fleuve pendant plus d'un mois, jusqu'à ce que le 18 février 1933, Luis Angel abandonne Valembois en repartant seul pendant la nuit.

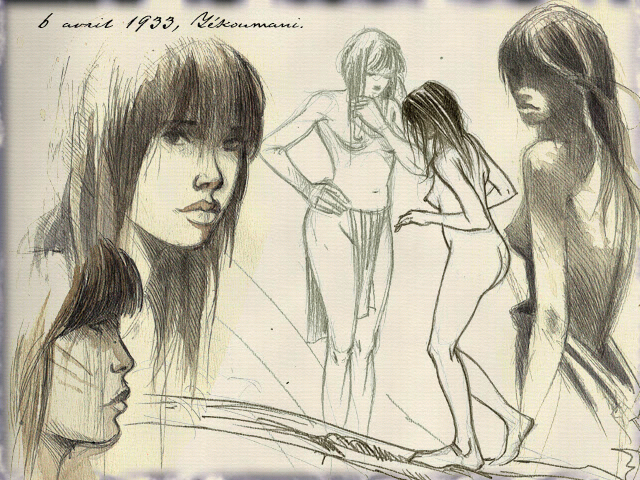
En Amerzone, une passion réciproque se noue entre Valembois et une jeune indigène nommée Yékoumani.

Valembois continue donc seul son périple, et atteint le 22 février un village d'indigènes avec qui il hésite à entrer en contact. L'explorateur n'a pas le temps de se décider, car au cours de la nuit suivante, il est pris d'une violente fièvre qui l'empêche de se lever au matin du 23 février. Cependant, les indigènes en question, qui constituent la tribu des « Ovo-volahos », découvrent l'explorateur et le ramènent à leur village. Une jeune fille du nom de Yékoumani s'occupe de guérir l'explorateur qui recouvre pleinement ses facultés le 28 mars 1933. Au cours de ce mois de convalescence, une passion réciproque se noue entre Valembois et Yékoumani. L'aventurier passe alors les plus beaux jours de sa vie en compagnie de la jeune fille. Au cours du mois d'avril, Valembois aide la tribu en construisant diverses machines qui facilitent le quotidien des Ovo-volahos, comme une machine permettant de récupérer de manière mécanique, par un système de poids et de contrepoids, une partie de l'énergie de chutes d'eau situées à côté du village.
Le 1er juin 1933, un jeune Ovo-volahos revient des montagnes proches du village avec un très gros œuf blanc : un œuf d'Oiseau Blanc. L'explorateur est ainsi enfin assuré de l'existence de l'espèce qu'il est venu découvrir. Valembois assiste au rituel de guérison de cet œuf, nécessaire pour qu'il engendre des oiseaux blancs et non des oiseaux noirs. Le 2 juin 1933, Valembois décide de quitter le village pour aller jusqu'au volcan où vivent les Oiseaux Blancs. Il fait alors ses adieux à Yékoumani, en lui laissant entendre qu'il va bientôt revenir. L'explorateur arrive rapidement à un marais qu'il traverse pour arriver le 15 juin à un temple d'une grande hauteur depuis lequel il aperçoit le volcan où vivent les Oiseaux Blancs. L'aventurier, sachant ainsi vers où se diriger, découvre trois jours plus tard (18 juin) avec émerveillement un groupe d'Oiseaux Blancs au ras du cratère du volcan.
Étant arrivé au but de son voyage, Valembois commence à envisager son retour en France pour faire part de ses découvertes exceptionnelles au Muséum. En guise de preuve, et pour s'assurer l'admiration de ses collègues, Valembois décide de voler un œuf d'Oiseau Blanc et de le ramener avec lui en Europe, trahissant au passage la confiance des Ovo-volahos et l'amour de Yékoumani.
De retour chez lui en 1934, l'explorateur contacte le Muséum comme prévu pour faire part de ses découvertes. Cependant, malgré l'œuf ramené, plusieurs membres du Muséum (Valembois parle de « quelques obscurantistes bornés ») jugent trop invraisemblable cette découverte quasi-fantastique de Valembois, et pensent que leur collègue leur présente en réalité un œuf d'autruche. Le Muséum, qui pense avoir été abusé, se montre très mécontent envers Valembois. L'explorateur, désespéré, passe le restant de sa vie prostré dans son phare breton, rongé par le remords de sa trahison et dans la nostalgie de la compagnie de Yékoumani. Réparer ses erreurs passées étant devenu une obsession, il entreprend à la fin de sa vie de repartir en Amerzone pour y rendre l'œuf qu'il y a volé et qui est toujours vivant malgré le poids des années. Cependant, le Muséum refuse de l'aider dans cette expédition comme il l'avait fait en 1932. Valembois entreprend alors seul la construction d'un nouvel Hydraflot, mais l'ancien explorateur se rend compte qu'il n'a plus ni la force ni la santé nécessaire pour entreprendre ce voyage.

#### 1998: l'expédition du journaliste

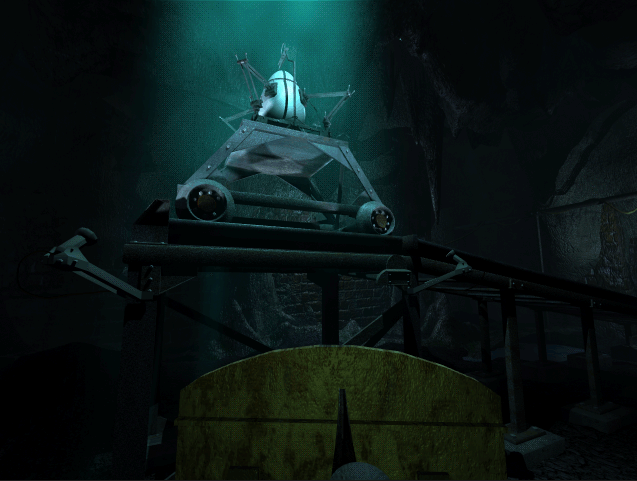
Dans le chapitre I, le joueur doit récupérer l'œuf des Oiseaux Blancs de Valembois.

Chapitre 1 : Le Phare - En 1998, date où débute l'action du jeu, un journaliste (incarné par le joueur) souhaite rencontrer l'explorateur pour lui poser des questions au sujet de son expédition de 1932-1934. La rencontre des deux hommes dans le phare breton des « Rochers-noirs » prend une tournure tragique : après avoir expliqué au reporter l'importance de ramener l'œuf des Oiseaux Blancs en Amerzone, le vieil explorateur décède. Se sachant incapable de mener l'expédition, Valembois a laissé une lettre à l'attention du journaliste ainsi que le carnet de voyage qu'il avait tenu lors de son expédition en 1932-1933. Ces deux documents permettent au journaliste (et donc au joueur) de découvrir les aventures du vieil homme, et de mettre en contexte les paroles de Valembois au sujet des Oiseaux Blancs. Le journaliste entreprend de réaliser le souhait de Valembois en ramenant l'œuf des Oiseaux Blancs en Amerzone. Il dispose pour cela d'une version améliorée de l'Hydraflot construite par Valembois : l'Hydraflot peut désormais assurer plusieurs modes de locomotion (par exemple avion, voilier, submersible ou encore barque) en fonction des disquettes qu'on y insère. L'engin est aussi muni d'un grappin à l'avant qui lui permet de s'accrocher à un objet quelconque. Après avoir trouvé l'Hydraflot dans les souterrains du phare et y avoir placé l'œuf, le journaliste quitte la Bretagne en direction de l'île des échoués.

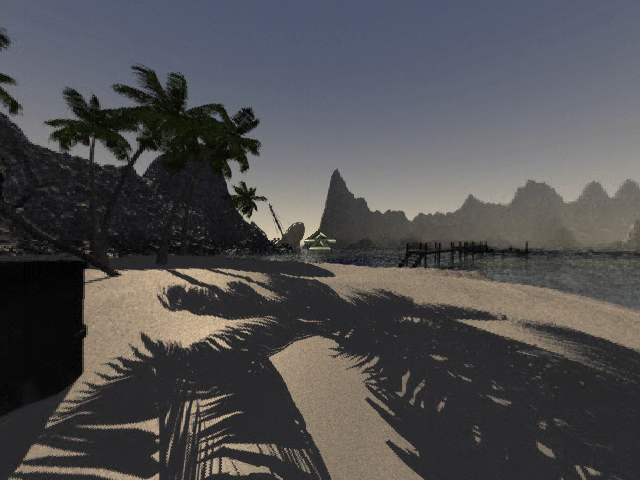
L'Île des échoués.

Chapitre 2 : L'Île des échoués - Sachant que l'Hydraflot risquait d'être endommagé par un cachalot comme en 1932, Valembois a conçu le nouvel Hydraflot pour qu'il produise des ultrasons lorsqu'il est utilisé comme sous-marin (ce qui est le cas à ce moment du jeu), repoussant ainsi d'éventuels cachalots sur son passage. Le système fonctionne, mais en contrepartie, un cachalot désorienté se retrouve prisonnier de vieux filets de pêche abandonnés au fond de la crique de l'île. Le journaliste réussit à le libérer. Sous l'eau, le journaliste retrouve l'épave du premier Hydraflot de 1932. Après avoir refait le plein d'essence et trouvé une disquette laissée par Valembois permettant de transformer son Hydraflot en hélicoptère, le journaliste repart de l'île en direction de l'Amerzone.
Chapitre 3 : Puebla, aussi dénommé Pueblo - Le journaliste atteint Puebla, le village où Valembois était arrivé fin 1932. Il manque d'essence pour repartir et a besoin d'une nouvelle disquette pour changer le mode de l'Hydraflot. Puebla était un village très vivant en 1932, mais la dictature d'Antonio Alvarez a installé des militaires dans ce village désormais presque désert. Le journaliste rencontre David Mackowski, très âgé, qui lui apprend qu'Yékoumani s'est laissée mourir en 1935, désespérée par le départ de Valembois. Mackowski souhaite aider le journaliste à continuer son expédition. Les militaires ne tardent pas à s'en rendre compte et assassinent le vieil homme que le journaliste retrouve mourant dans une chapelle du village. Alvarez, très opposé à la légende des Oiseaux Blancs, souhaite en effet que l'expédition du journaliste échoue et les militaires ont visiblement reçu l'ordre d'utiliser les grands moyens pour cela. Le journaliste est lui-même momentanément enfermé dans une prison de fortune par un militaire. Après une entrevue avec le soldat saoul responsable de la mort de Mackowski, le journaliste parvient finalement à se procurer de l'essence et la disquette recherchée, et part remonter le fleuve Amerzone.
Chapitre 4 : Le Fleuve - La remontée du fleuve s'accompagne de nombreuses embûches. Le journaliste manque momentanément d'essence, et s'arrête plusieurs fois sur les rives du fleuve en mettant le pied à terre, ce qui lui permet de découvrir la jungle d'Amerzone ainsi que certaines espèces évoquées dans le carnet de voyage de Valembois. Lors de la remontée du fleuve, l'Hydraflot heurte par inadvertance un « buffle tricorne ». Le choc endommage l'Hydraflot dont toutes les fonctions sont désormais hors service, à l'exception du grappin. Le journaliste finit donc la remontée du fleuve grâce à ce grappin, qui lui permet de s'accrocher aux rochers qui affleurent à la surface du fleuve et de tirer l'engin jusqu'à atteindre le village des Ovo-volahos. En cours de route, le journaliste accroche son grappin aux cornes d'un « Rhinopotamus », et doit parvenir à le récupérer malgré l'agressivité de l'animal.

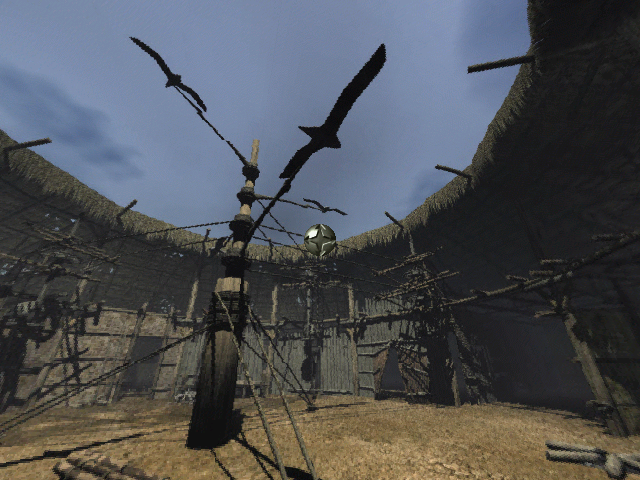
Le Village indien.

Chapitre 5 : Le Village indien - Le journaliste atteint le village des Ovo-volahos, où il découvre les complexes inventions hydromécaniques évoquées dans le carnet de Valembois, et qui sont toujours en place depuis que ce dernier les a installées en 1933. Le village a lui aussi perdu l'animation qui le caractérisait en 1932 à cause de plusieurs décennies de dictature. Le journaliste parvient toutefois à trouver une jeune femme qui accomplit sur l'œuf le rituel ancestral de guérison nécessaire à la naissance des Oiseaux Blancs. À la suite de ce rituel, et après avoir récupéré une dernière disquette pour son Hydraflot, le journaliste utilise les mécanismes hydrauliques de Valembois pour monter l'Hydraflot au-dessus des chutes du fleuve.
Chapitre 6 : Le Marais - Comme Valembois avant lui, le journaliste arrive dans le marais en amont des chutes d'eau. Cependant, la traction de l'Hydraflot jusqu'au marais est violente, et l'Hydraflot est désormais hors d'état de fonctionner. L'œuf, que le journaliste avait replacé dans l'Hydraflot, est projeté au milieu du marais où il flotte. Le journaliste s'empresse de le récupérer. Le marais s'apparente à un labyrinthe très complexe. Le journaliste découvre une cabane sur pilotis dans laquelle se trouve un appeau que le journaliste récupère pour faire venir des « girafes palmées » qui vivent dans le marais. Le journaliste, une fois monté sur le dos d'une de ces girafes, peut traverser le marais. La girafe arrive à un grand arbre muni d'une échelle de cordes. Le journaliste y monte, traverse un pont primitif constitué de 3 cordes surplombant un abîme de brouillard, et atteint le gigantesque temple évoqué dans le carnet de Valembois.

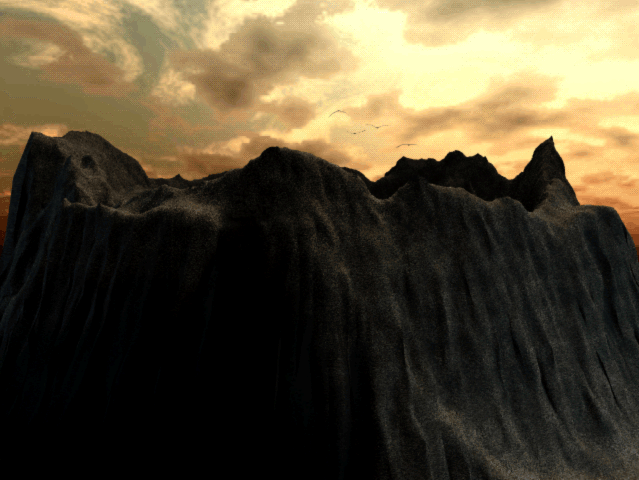
Le volcan des Oiseaux Blancs.

Chapitre 7 : Le Temple et le volcan - Le journaliste entre dans le temple où il rencontre Antonio Alvarez, qui lui tient un discours cynique sur le pouvoir politique, et menace de le tuer. Cependant, à bout de forces, le dictateur s'effondre avant d'avoir pu tirer sur le journaliste. Ce dernier trouve dans la pièce où l'attendait Alvarez un mécanisme ouvrant le passage à une nouvelle pièce à l'intérieur du temple. Dans cette pièce se trouve la rampe de lancement qu'utilisaient les Ovo-volahos pour atteindre le bord du cratère du volcan et y déposer les œufs d'Oiseaux Blancs guéris par le sorcier de la tribu. S'accrochant à un assemblage d'ailes prévu à cet effet, le journaliste décolle de la rampe de lancement et arrive au pied du cratère du volcan où vivent normalement les Oiseaux Blancs. Le journaliste dépose alors l'œuf en sa possession sur une petite avancée de pierre au-dessus de la lave en fusion. Avec la chaleur, l'œuf éclot et de multiples Oiseaux Blancs en sortent. La légende des Oiseaux Blancs redevient ainsi réalité et le rêve triomphe.

### Comparaison avec la bande dessinée d'origine
Benoît Sokal a réutilisé dans ce jeu l'univers de la bande dessinée des aventures de Canardo intitulée L'Amerzone (1986). Cependant, l'intrigue du jeu diffère fortement de celle de la bande dessinée.
Une première différence notable tient aux personnages : dans la BD d'origine, tous les personnages sont des animaux (comme dans toutes les aventures de Canardo), tandis que ce sont des humains dans le jeu. On retrouve toutefois dans la BD les trois personnages clés de l'intrigue du jeu : Alexandre Valembois (un chien, âgé et valétudinaire,), Antonio Alvarez (un autre chien de type bouledogue), et le personnage du jésuite cherchant à évangéliser les Indiens d'Amerzone, bien que son nom ne soit pas « Mackowski » comme dans le jeu mais « Burgsmeier » (un oiseau au long bec). Le journaliste du jeu n'est pas présent dans la bande dessinée.

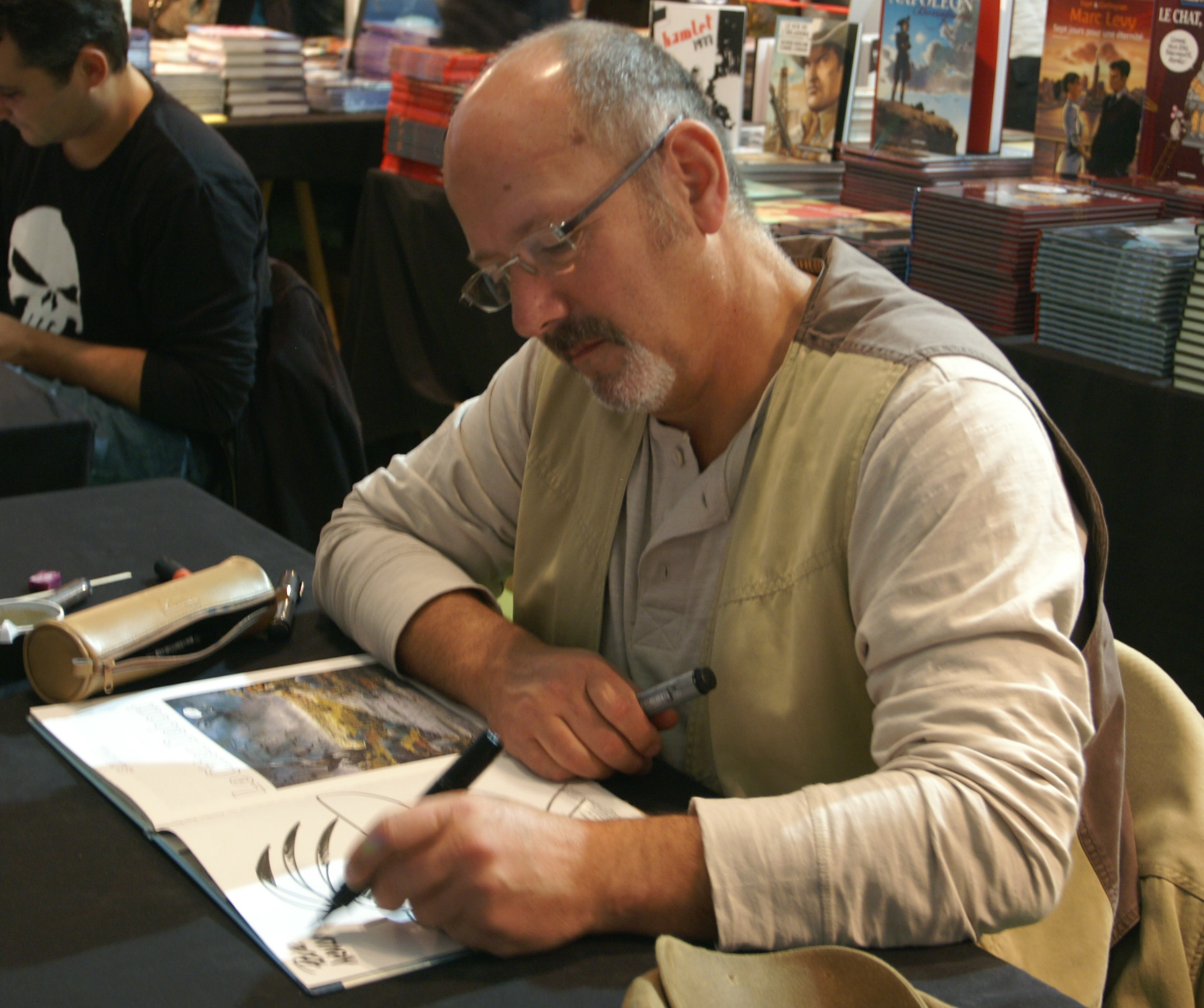
L'Amerzone est inspiré de la bande dessinée éponyme publiée par Benoît Sokal en 1986. Sur cette photo : Benoît Sokal dédicaçant une bande dessinée au festival Quai des Bulles à Saint-Malo en 2010.

Le cœur du scénario de la bande dessinée a été gardé dans le jeu : en effet, Valembois mène déjà dans la BD un voyage d'exploration en Amerzone dans le but de découvrir les Oiseaux Blancs dont l'existence n'est pour beaucoup de personnes qu'une simple légende « pour faire rêver les enfants d'Amerzone »,. Ces oiseaux vivent dans le cratère d'un des plus hauts volcans d'Amerzone, situé dans des territoires reculés de la jungle amerzonienne. Les détails du scénario sont en revanche très différents. Valembois entreprend ce voyage car un explorateur, avant lui, a découvert les Oiseaux Blancs et a laissé après sa mort un carnet que Valembois a en sa possession. Ainsi, dans la bande dessinée, Valembois occupe la place que le journaliste occupe dans le jeu (en marchant sur les traces d'un explorateur défunt). Le contexte de ce voyage est très différent de celui du jeu : Valembois vient d'être libéré d'une prison d'Amerzone ; son ancien ami Antonio Alvarez, qui est devenu un despote d'Amerzone tyrannique et corrompu a été renversé une semaine plus tôt dans le sang par un pronunciamento, et Canardo a été envoyé pour raccompagner Valembois jusque dans sa famille en Europe. Cependant, Valembois veut mener son expédition, et à cause d'un homicide involontaire commis par Canardo, ce dernier est forcé de suivre l'explorateur pour échapper à la justice. Les deux personnages partent donc à l'aventure, mais ils sont sans le savoir poursuivis par plusieurs autres individus qui, pour des raisons diverses, souhaitent tuer Valembois ou découvrir les Oiseaux Blancs avant lui. Dans leur aventure, Valembois et Canardo rencontrent notamment une tribu d'Amerzone, Burgsmeier, ainsi qu'une jeune amerzonienne du nom de Carmen, qui accompagne les deux personnages jusqu'à la fin du voyage. Valembois finit par découvrir les Oiseaux Blancs. Étant vieux et proche de la mort, il décide de passer les derniers jours de sa vie à planer avec eux en utilisant un deltaplane. Cependant, une violente crise de migraine tue le vieil homme quelques minutes après son décollage. Les Oiseaux Blancs amènent alors sa dépouille à leur cimetière situé dans un autre cratère de volcan, où toutes les dépouilles d'Oiseaux Blancs continuent de planer après leur mort.
D'une manière générale, l'« ambiance » de la bande dessinée est très différente de celle du jeu. Dans le jeu, le fait que les personnages soient très peu nombreux génère une ambiance souvent qualifiée de calme et silencieuse. Le jeu a aussi été plusieurs fois qualifié de poétique ou d'onirique,,. Le fait que plusieurs personnages meurent dans le jeu, emportant avec eux leurs remords et leurs erreurs de jeunesse, sert aussi une ambiance parfois qualifiée de « tragique », mais le jeu ne montre aucune scène violente. Dans la bande dessinée, au contraire, l'accent est mis avec beaucoup plus d'insistance que dans le jeu sur le pouvoir politique à travers la corruption, les abus et les luttes violentes pour l'obtenir. Les vices humains et la débauche sont particulièrement mis en avant : il est plusieurs fois question de viol, de prostitution, et de complaisance dans l'alcool. Enfin, de nombreux meurtres sont commis au cours de l'intrigue (souvent par arme à feu), et d'autres morts violentes accidentelles surviennent. Ces violences s'expriment aussi sur un jeune Oiseau Blanc qui reçoit une décharge de fusil. Le ton de la BD est donc plus violent, plus triste, et a parfois été qualifié de « désespéré ». Seuls certains passages de la BD laissent entrevoir la poésie et le rêve tels qu'on les retrouve dans le jeu,.

## Système de jeu

### Généralités

Animation montrant le gameplay du jeu et l'environnement à 360°.

L'Amerzone utilise le moteur Phoenix VR développé par 4X Technologies, permettant au joueur d'évoluer dans des décors statiques réalisés en 3D précalculée complétés par des animations cycliques ponctuelles. Le joueur incarne le personnage qu'il contrôle (on parle de vision subjective, ou de « vue à la première personne »), et peut tourner sur lui-même avec une vision à 360° en regardant librement vers le haut et vers le bas. Une impression de jeu en 3D est ainsi créée, bien que d'un point de vue technique, il ne s'agisse pas de véritable calcul 3D pour l'ordinateur ou la console. Les déplacements du joueur dans son environnement se font selon le système de point and click n'utilisant que la souris, très répandu dans le jeu d'aventure : le curseur reste toujours au centre de l'écran, et le paysage défile lorsque le joueur bouge la souris. Lorsqu'il est possible d'avancer dans le décor, le curseur se transforme en flèche ; en cliquant, le joueur se retrouve instantanément à un point du décor vers lequel il a cliqué. Ainsi, le joueur ne peut pas avancer complètement librement dans l'environnement du jeu : il ne peut atteindre que des endroits prédéfinis d'où il dispose d'une vision à 360° sur l'espace qui l'entoure.

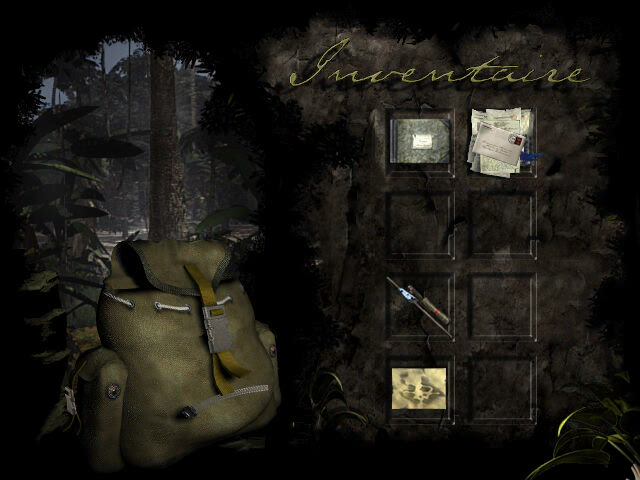
Le joueur dispose d'un inventaire de huit cases pour emmener des objets avec lui.

Les interactions avec les objets du décor et les personnages se font elles aussi par le système du point and click : le joueur observe les décors en bougeant sa souris à la recherche de zones d'interactions. Lorsqu'un objet peut être récupéré ou actionné, le curseur se transforme en main ; lorsqu'il est possible de parler avec une personne, ce curseur devient un pavillon ; lorsqu'un objet est nécessaire pour interagir avec une zone du décor, le curseur se transforme en un ensemble d'engrenages. Il suffit dans tous les cas de cliquer sur ces zones pour réaliser une interaction. Le joueur dispose d'un inventaire, lieu de stockage virtuel de divers objets qu'il peut ramasser au cours du jeu, et qu'il pourra utiliser par la suite. Ainsi, le joueur peut ramasser et garder avec lui des objets aussi variés qu'un marteau, des disquettes ou des lettres qu'il trouve au cours de son aventure. Si certains objets comme le marteau servent par la suite à interagir avec d'autres éléments du décor, les lettres participent quant à elles à la dimension narrative du jeu : c'est par leur biais que le joueur peut mieux saisir les détails de l'intrigue du jeu.
Le jeu ne comporte presque aucun dialogue : les personnages sont peu nombreux et les dialogues sont en fait des monologues tenus au cours de cinématiques, sans que le journaliste incarné par le joueur réponde, ou pose des questions. Comme dans la plupart des jeux d'aventure, le scénario du jeu est linéaire : pour avancer dans l'intrigue, le joueur doit nécessairement faire un certain nombre d'actions dans un ordre prédéfini qui lui permettront de progresser.
Le jeu ne contient aucune situation aboutissant à un « game over », ni aucune séquence en temps limité, faisant de L'Amerzone un jeu d'observation et d'exploration et non un jeu d'action. Le joueur peut sauvegarder sa partie à tout moment pour la reprendre ultérieurement.
La version pour iPhone et iPad intègre de nouveaux éléments de gameplay, dont notamment un système d'aide optionnel. Eric Nguyen, directeur marketing d'Anuman, a déclaré au sujet de ce système d'aide : « il offre la possibilité aux nouveaux joueurs de découvrir le jeu progressivement, en leur indiquant les pistes d'explorations, ainsi que les interactions possibles avec les environnements et les personnages, à l'aide d'icônes interactives ». Les interactions se font à l'aide de l'écran tactile, tout comme les déplacements dans le jeu qui peuvent aussi se faire à l'aide du gyroscope en bougeant l'iPhone ou l'iPad. Certaines énigmes du jeu ont été modifiées pour être plus accessibles, de même que certaines séquences du jeu ont été simplifiées pour éviter au joueur de faire certains allers-retours jugés « rébarbatifs » par Anuman.

### Particularités
| |  |  |
| L'Hydraflot, seul moyen de locomotion du joueur, est un élément central du gameplay. L'Hydraflot a besoin de carburant, ainsi que de disquettes qui permettent au joueur de débloquer certaines fonctions de l'Hydraflot nécessaires pour continuer l'aventure. |  |  |

Outre les éléments généraux de gameplay précédemment évoqués, L'Amerzone dispose de certaines singularités dans son système de jeu. L'une de ces originalités de gameplay réside dans le carnet de voyage de Valembois, qui permet au joueur de s'assurer une ligne directrice dans le jeu en connaissant « à l'avance » les aventures qu'il va vivre en marchant sur les pas de l'explorateur. Ce carnet peut servir d'aide au joueur en lui révélant de manière indirecte les objectifs qu'il a à accomplir pour marcher sur les traces de Valembois et arriver jusqu'au volcan des Oiseaux Blancs.
Par ailleurs, l'Hydraflot, seul moyen de locomotion du joueur, est un élément central du gameplay. Le but donné au joueur jusqu'à la fin du jeu est de parvenir, grâce à l'Hydraflot, jusqu'au marais qui se trouve au pied du volcan des Oiseaux Blancs. Or, pour pouvoir avancer, l'Hydraflot a besoin de carburant, ainsi que de disquettes qui permettent au joueur de débloquer certaines fonctions de l'Hydraflot nécessaires pour continuer l'aventure. Ainsi, la recherche de carburant et de disquettes constitue un objectif d'arrière-plan pendant la quasi-totalité du jeu et l'Hydraflot rythme l'avancée de l'intrigue.

## Développement

### Du CD-ROM au jeu vidéo
Benoît Sokal, concepteur du jeu, a réalisé de nombreuses bandes dessinées, dont notamment la série Canardo. Colorisant ses planches de bandes dessinées sur ordinateur, Sokal était donc habitué à utiliser des outils informatiques pour travailler. L'envie d'« aller plus loin » et de toucher au monde de l'infographie en 3D le pousse à vouloir créer vers le milieu des années 1990 un CD-ROM contenant des créations numériques en 2D (images) et en 3D,. L'idée d'origine de Sokal n'est donc pas de créer un jeu, mais simplement de proposer un univers visuel non plus sur papier, mais sur ordinateur, pour profiter des possibilités de la 3D. Un tel projet, qui serait surprenant de nos jours, pouvait sembler « normal » dans les années 1990, où personne ne savait jusqu'où pourrait mener l'outil informatique encore récent, et qui laissait envisager la possibilité de remplacer un jour le support papier.
Lorsque Sokal propose en 1995 son projet à l'éditeur Casterman, qui publiait ses bandes dessinées, la réaction est tout de suite positive, les maisons d'éditions s'intéressant alors particulièrement au support CD-ROM, perçu comme un adversaire nouveau face au livre. Profitant de ses compétences en illustration sur ordinateur, Sokal propose à son éditeur un aperçu convaincant de ce qu'il souhaiterait faire, et le projet est accepté. Toutefois, Casterman souhaite créer un petit CD-ROM « de rien du tout » d'après les propres mots de Sokal, à tirage limité et nécessitant ainsi un investissement de départ très réduit. Benoît Sokal débute alors ce projet avec Gregory Duquesne, un ingénieur informatique venu faire son service civil chez Casterman. Toutefois, le monde de l'informatique évoluant très rapidement à cette époque, l'éditeur se rend compte sans tarder qu'un CD-ROM aussi confidentiel risquerait finalement d'être un échec commercial. Sokal et Duquesne, voyant tous deux plus grand, réussissent à faire évoluer le projet, et commencent progressivement l'écriture d'un véritable jeu vidéo. L'idée de reprendre et d'étoffer l'univers de L'Amerzone inventé par Sokal au milieu des années 1980 est alors à l'origine de ce projet de jeu vidéo.

### La création du jeu vidéo
Pour réaliser ce jeu, Sokal souhaite absolument élaborer seul ou presque l'ensemble du scénario et du game design du jeu, et non se contenter d'écrire simplement le scénario en confiant la réalisation à un studio externe, ce qui aboutirait à un jeu « standardisé » selon lui. Sokal souhaite en effet « créer une petite cellule interne favorisant la création et le travail dans la fièvre et la passion, plutôt que la réalisation d'un produit commercial habituel ». Gregory Duquesne et Benoît Peeters (scénariste de bandes dessinées) sont alors ses seuls collaborateurs. Cependant, Benoît Peeters quitte très rapidement la petite équipe. Le développement du jeu débute donc de manière très fermée, Duquesne et Sokal travaillant sans contact avec le monde du jeu vidéo.
Pour le game design du jeu, Sokal a des idées très précises sur certains points. Ainsi, Sokal se fixe plusieurs impératifs : il ne veut pas de « game over », c'est-à-dire d'action soudaine pouvant « tuer » le personnage joué, ce qui « romprait le charme » d'après lui. Par ailleurs, il ne veut pas de « difficulté gratuite », c'est-à-dire d'éléments particulièrement difficiles sur lesquels les joueurs bloqueraient un certain temps, et Sokal refuse particulièrement l'idée que le joueur puisse être bloqué dans un chapitre du jeu s'il a oublié de trouver un objet à un chapitre précédent. Sokal souhaite donc réaliser un jeu « simple », abordable pour les néophytes du jeu vidéo, bien que cela puisse paraître « trop simple » pour les initiés. Peu après la sortie du jeu, Benoît Sokal déclarera toutefois « si nous devions faire un second jeu, je pense qu'il serait un peu plus complexe, notamment vers la fin ».

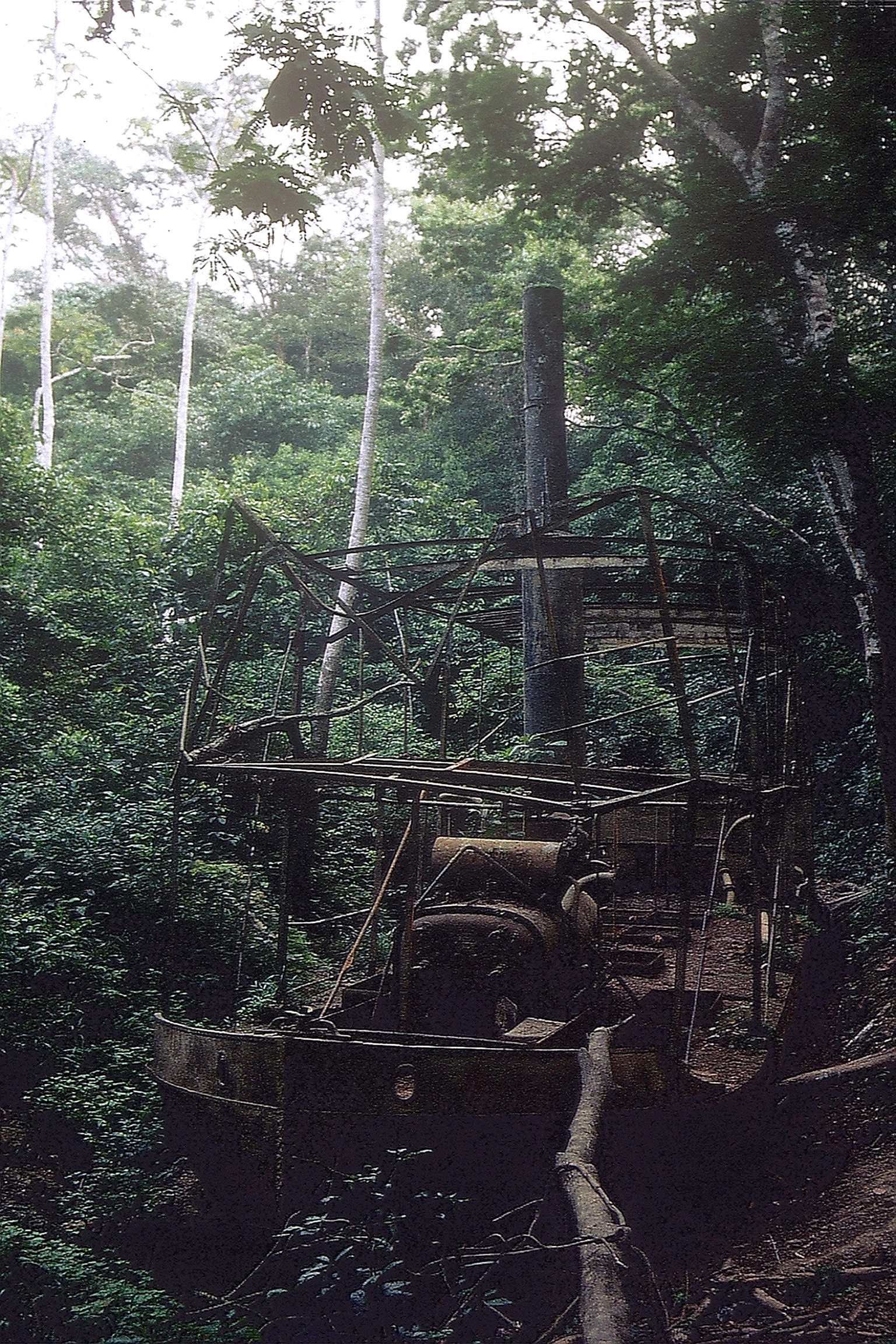
Le film Fitzcarraldo de Werner Herzog (1982) a été l'une des sources d'inspiration de L'Amerzone. Dans ce film, un mélomane projette de construire un opéra en pleine forêt péruvienne et remonte pour cela le fleuve Amazone à l'aide d'un grand bateau (ci-dessus) que sa folie ou rêverie le pousse à transporter par-dessus une colline boisée pour réaliser son projet.

Pour réaliser le scénario du jeu, Sokal procède de la même manière que pour la réalisation d'une bande dessinée : il commence par inventer une histoire linéaire, et dessine un storyboard des différentes séquences de jeux, image après image. Il était ainsi prévu que le joueur entre tout d'abord dans le phare, puis voit un escalier, y monte, etc. Pour Sokal, « le principe était de recréer une aventure telle qu'on ne peut plus en entreprendre, une aventure du début du XXe siècle ». La difficulté a ensuite été de rendre cette aventure interactive. L'apport de Gregory Duquesne sur ce point a été majeur, le jeune homme ayant beaucoup œuvré pour rendre le jeu moins linéaire.
Parmi les nombreuses sources d'inspiration de Sokal pour la création de l'univers de L'Amerzone se trouvent notamment les écrits du colombien Gabriel García Márquez, ainsi que les films Aguirre, la colère de Dieu et Fitzcarraldo de Werner Herzog. Le jeu Myst, sorti en 1993-1994, est lui aussi une source de motivation et d'inspiration majeure pour Sokal qui a déclaré par la suite : « Myst est vraiment le jeu qui m'a donné envie de créer L'Amerzone ».
Les premières images du jeu sont réalisées en janvier 1996. Les graphismes sont travaillés avec minutie : Sokal expliquera par la suite : « On avait mis beaucoup d'énergie et beaucoup d'investissement pour que les images soient d'une qualité irréprochable ». Sokal est le seul des deux membres à modéliser les personnages en 3D. Il utilise pour cela le logiciel LightWave, et cela lui demande beaucoup de temps, ce qui le contraint à ne créer que peu de personnages dans le jeu malgré le plaisir qu'il ressent à faire ce travail. Sokal n'ayant eu aucune expérience de la 3D auparavant, il apprend « sur le tas », en lisant le manuel du logiciel, et en profitant des connaissances de Duquesne dans ce domaine. Sokal confiera par la suite au sujet de l'infographie 3D : « personne ne s'y connaissait vraiment et les débuts ont été assez dantesques ». Duquesne joue lui aussi un rôle important dans le développement du jeu, en s'occupant principalement des réalisations informatiques les plus techniques, rendant par exemple possible la simulation de certains effets naturels tels que de la poussière s'élevant du sol. Les paysages du jeu sont générés avec le logiciel Bryce 3D.
Malgré l'envie de Sokal de réaliser presque tout le projet à huis clos, la petite équipe n'a ni le temps ni les ressources nécessaires pour se charger de la réalisation de certaines tâches trop complexes. Ainsi, à partir de 1996, des diplômés de Supinfocom rejoignent petit à petit Sokal et Duquesne pour les aider dans le travail graphique. Gregory Duquesne quitte l'équipe en 1998, ayant trouvé un emploi chez Lightwave aux États-Unis. Sokal fait aussi appel au studio belge « Grid » pour la réalisation de tâches complexes. Ce studio externe récupère les réalisations en 3D de Sokal pour leur ajouter des animations (personnages, éléments de décors, etc.) et produit les cinématiques. Pour Sokal, le fait de ne plus contrôler lui-même toute la création du jeu est difficile à supporter. Dans une interview télévisée, il affirme : « Quand j'ai commencé à travailler en équipe, évidemment ça a été une espèce de révolution pour moi parce que cette habitude du travail solitaire, c'est quelque chose qui ne se perd pas comme ça, et les premiers mois étaient assez violents, je ne parvenais pas à déléguer un dessin ou une image, ou une responsabilité quelconque à quelqu'un d'autre. Puis petit à petit c'est venu ». Dans une tout autre interview, Sokal revient sur cette idée : « Je me rappelle que [pour] les premiers chapitres de L'Amerzone, je modélisais tout parce que je voulais tout dominer, mais c'était impossible évidemment. Donc petit à petit, il y a des gens qui se sont greffés dans l'équipe et qui ont commencé à modéliser, et je ne dis pas que ça me rendait malade mais... quelque part c'était une révolution dans mon esprit ! ». Sokal sera finalement très satisfait du travail réalisé par Grid et par ses collaborateurs.
Avec le recul des années, Benoît Sokal a déclaré : « L'Amerzone, c'était miraculeux. C'était un état de grâce ». Malgré ce souvenir très positif, les difficultés ont été très nombreuses : « C'est un jeu qui a failli capoter une dizaine, vingtaine de fois [...]. La sortie a été de l'ordre du miracle : personne n'y croyait, Casterman n'y croyait plus... et tout à coup, ça a marché ! ».

### Financement
Au début de la production du jeu vidéo, Casterman n'a cherché aucun producteur permettant de financer le développement. En 1997, Microfolie's vient cependant aider le financement du projet car Casterman est en difficultés, mais dès l'année suivante, Microfolie's est mis en faillite, ce qui inquiète beaucoup Sokal, Duquesne et Casterman, qui craignent de devoir abandonner le projet pour cette raison. L'Amerzone est toutefois « sauvé » cette même année (1998) par l'éditeur Microïds qui rachète Microfolie's et finance le projet jusqu'à son terme.
Dans une interview, Benoît Sokal a expliqué que lorsque le projet de jeu vidéo a véritablement commencé en 1996, il estimait que le budget ne dépasserait pas quelques centaines de milliers de francs (moins de 100 000 euros). Finalement, la réalisation du jeu a coûté cinq millions de francs (environ 760 000 euros). Le succès commercial est toutefois au rendez-vous et permet de dégager des bénéfices : en 2002, un article du Monde signale que le jeu s'est vendu à 450 000 exemplaires, puis un article de Planète Aventure évoque en 2011 plus d'un million d'exemplaires écoulés. À sa sortie, le jeu était vendu au prix unitaire de 349 francs (environ 50 euros).

### Idées abandonnées
Au cours de l'évolution du projet, plusieurs idées de gameplay ont finalement été abandonnées. Ainsi, Sokal et Duquesne avaient envisagé d'obliger le joueur à boire et manger tout au long du jeu, le personnage joué pouvant alors dépérir en cas de négligence. Par ailleurs, un système de jour et de nuit a été imaginé, puis abandonné à cause des complications techniques que cela engendrait.
Plus en amont dans le développement du jeu, Sokal et Duquesne avaient commencé par réaliser L'Amerzone en 2D, et non en 3D, mais le résultat était décevant, et l'utilisation de la 3D est devenue primordiale. Cependant, la modélisation des personnages en 3D étant complexe et prenant beaucoup de temps, les concepteurs ont eu l'idée de faire jouer des acteurs réels puis de les incruster aux décors en 3D. Toutefois, le décalage que cela aurait produit entre les décors de synthèse et les personnages filmés a finalement décidé les concepteurs à abandonner cette idée, au profit d'un univers plus cohérent entièrement réalisé en images de synthèse. Par ailleurs, Sokal a confié que « la première mouture [du jeu] était davantage le récit d'une histoire qu'un véritable jeu ». En effet, c'est principalement grâce à Duquesne et sous l'impulsion de Microfolie's et Microïds que l'univers du jeu est devenu plus interactif et plus ludique pour le joueur.

### Portage sur iOS et Android

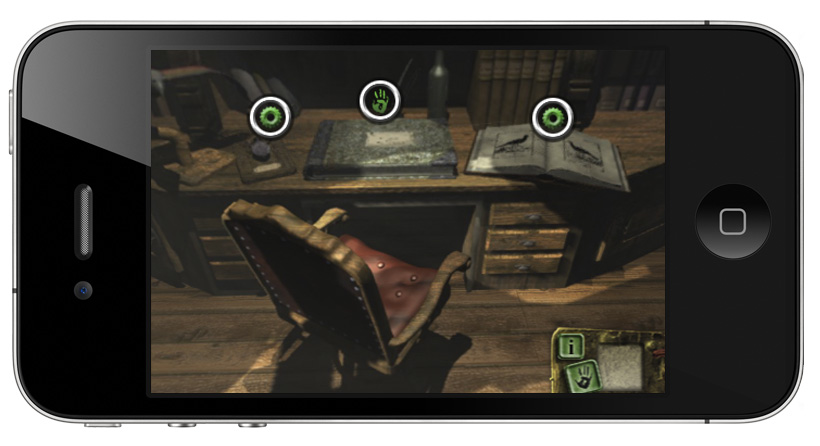
L'Amerzone sur iPhone, 2011, par Anuman Interactive.

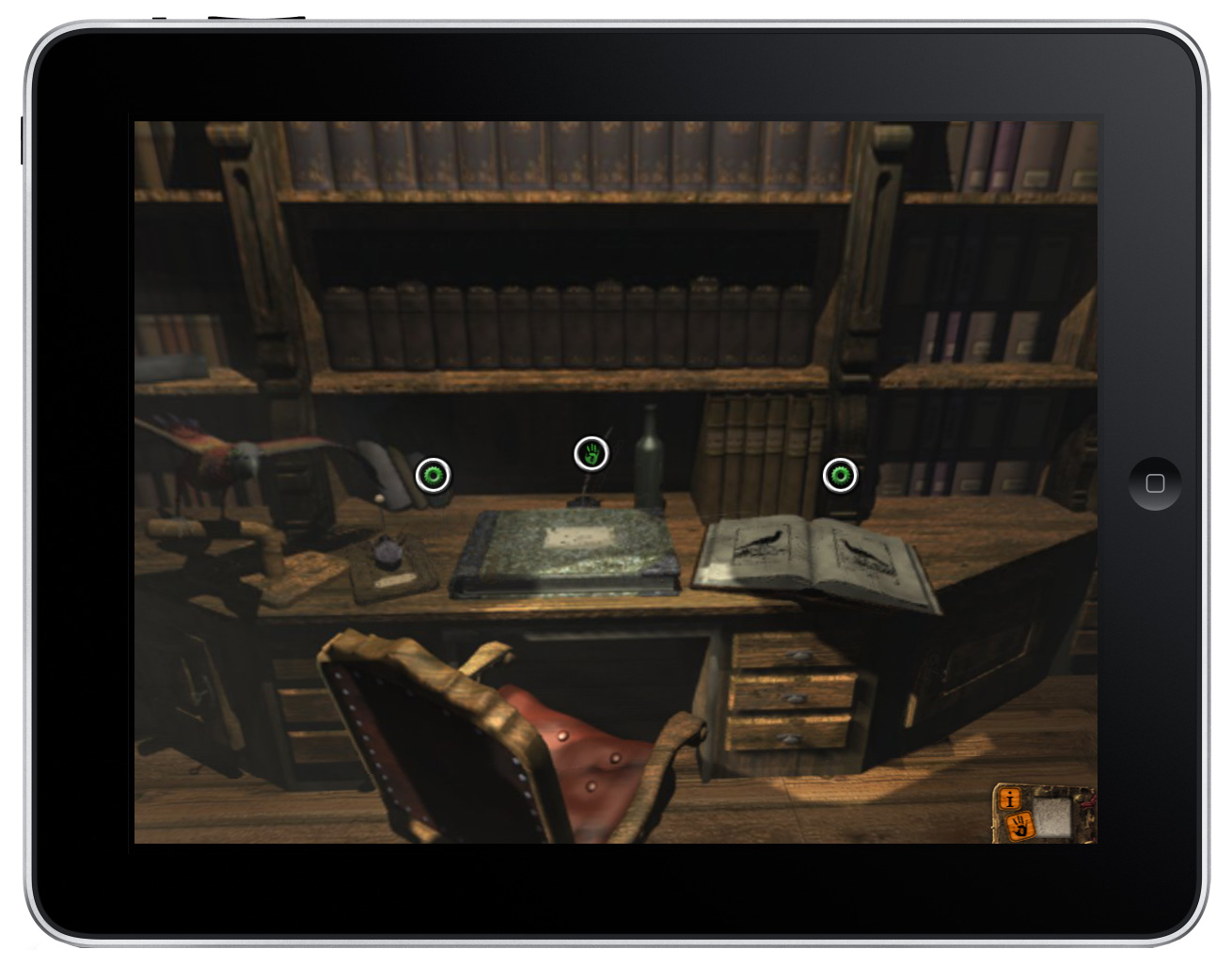
L'Amerzone sur iPad, 2011, par Anuman Interactive.

Le projet de réaliser un portage de L'Amerzone sur iPhone, iPod touch et iPad est entrepris par Anuman Interactive en novembre 2010. L'annonce du projet est faite le 25 février 2011 par Anuman, qui prévoit alors la sortie pour avril 2011. Le jeu sort finalement le 7 juin 2011.
Le développement de cette version a été réalisé par le studio Tetraedge Games, spécialisé dans le portage de jeux d'aventure sur plates-formes mobiles. Les locaux de Tetraedge sont intégrés à ceux d'Anuman, facilitant la communication entre développeur et éditeur. Le développement « pur » dure quatre mois. Interrogé sur les difficultés du portage, Emmanuel Zaza (cofondateur du studio Tetraedge) a répondu : « La difficulté majeure se situait au niveau des sources [...]. Beaucoup de données ont été très difficiles à exploiter, il a fallu trier tous les fichiers des serveurs de l'époque, un travail de titan. Le point positif de cette méthode c'est que nous avons pu donner au jeu une qualité graphique bien supérieure aux rendus de l'époque, grâce aux outils d'aujourd'hui ». En effet, les graphismes ont été améliorés, et les cinématiques ont été retravaillées pour en améliorer la qualité par rapport à celles d'origine. Un bonus a été ajouté par rapport à la version d'origine, avec la possibilité de visiter le haut du phare dans le premier chapitre du jeu.
Deux ans et demi après son portage sur iOS, L'Amerzone a été porté sur Android le 29 janvier 2014. La version est identique à celle développée pour iOS, avec notamment la conservation du nouveau bonus dans le premier chapitre du jeu.
Benoît Sokal a exprimé à plusieurs reprises sa joie de voir L'Amerzone porté sur de nouvelles plates-formes, et devenir ainsi facilement accessible à une nouvelle génération de joueurs. Sokal a par ailleurs expliqué « J'ai suivi attentivement l'adaptation de cette version sur plateformes mobiles tout au long du développement. J'ai été très attentif à ce que la modification du gameplay (intégration des fonctions tactiles notamment) ne dénature pas l'expérience de jeu ».

## Accueil

### Critique
| Média                                     | PC       | PSX     |
| ----------------------------------------- | -------- | ------- |
| Compilations de plusieurs critiques       |          |         |
| GameRankings                              | 72,78 %  | -       |
| MobyGames                                 | 70 / 100 | -       |
| Presse généraliste du jeu vidéo           |          |         |
| AllGame                                   | [ 28 ]   | -       |
| IGN                                       | 5,5 / 10 | -       |
| Jeuxvideo.com                             | 18 / 20  | 16 / 20 |
| Joypad                                    | -        | 7 / 10  |
| Gen4                                      |          |         |
| Jeuxvideo.fr                              | 15 / 20  | -       |
| Presse spécialisée dans le jeu d'aventure |          |         |
| Adventure Gamers                          | [ 34 ]   | -       |
| Adventure's Planet                        | 82 %     | 82 %    |
| AdventureSpiele                           | [ 36 ]   | [ 36 ]  |
| La Aventura                               | 60 %     | 60 %    |

L'Amerzone a été généralement bien accueilli par les critiques françaises autant qu'étrangères, s'étant vu attribuer en moyenne des notes autour de 14/20 (70 %).
On retrouve dans la quasi-totalité des critiques la mise en avant de graphismes particulièrement beaux, jugés « d'une rare finesse et très soignés », qualifiés de « magnifiques » ou encore d'« époustouflants ». Toutefois, certaines critiques regrettent une certaine pixellisation des décors, atténuant leur charme. Les cinématiques du jeu ont aussi été saluées pour leur haute définition pour l'époque,. Un rapprochement visuel entre l'univers de L'Amerzone et celui de Myst a plusieurs fois été fait,.
Presque toutes les critiques évoquent aussi un jeu à la difficulté modérée, mais cet élément divise les rédacteurs : si certains y voient avant tout l'avantage de n'être que rarement « bloqué »,, d'autres critiques s'en montrent déçues,,, le jeu devenant « trop simple », et trop rapide à terminer (courte « durée de vie »).
Concernant le scénario du jeu, les critiques sont souvent positives : l'histoire a notamment été qualifiée de « très bonne » ou d'« intéressante et étoffée », parfois rapprochée des romans de Jules Verne. Cependant, sa linéarité a parfois déçu,. Outre le scénario, l'ambiance (ou l'atmosphère) du jeu a souvent été applaudie, tantôt qualifiée de « très prenante », tantôt de « sublime ».
Le système de jeu (ou « interface de jeu », ou encore « jouabilité ») a été apprécié de manière contrastée : Jeuxvideo.com évoque un jeu à jouer à la souris de manière « simple et ergonomique » et accessible aux débutants, mais Jeuxvideo.fr évoque une interface parfois imprécise. IGN déplore l'interface en 3D précalculée et aurait préféré une 3D réelle.
La musique du jeu a en revanche connu une très mauvaise réception : les critiques déplorent une « absence de véritable musique de fond » ainsi que des thèmes très courts joués en boucle, ou évoquent encore une « musique pauvre et quasi inexistante ». Quelques rares critiques remarquent cependant que cette absence globale de musique génère une ambiance plus « authentique », faite seulement de bruitages qui ont par ailleurs été souvent appréciés,,.
En dehors de la presse spécialisée, la presse généraliste a quant à elle souvent publié des critiques extrêmement positives du jeu. C'est notamment le cas du mensuel Télérama et du quotidien Libération.

### Récompense
L'Amerzone a reçu le prix Pixel-INA dans la catégorie « jeu », lors du festival Imagina de Monaco en 1999. Benoît Sokal considère que cette récompense a eu un rôle de « détonateur » pour le succès du jeu en France.

## Postérité

### Rééditions
L'Amerzone est sorti en France sur PC (Windows 95 et Windows 98) le 18 mars 1999 dans une version comprenant 4 CD-ROM. Le jeu est ensuite sorti sur Mac OS en septembre 1999, et sur PlayStation en décembre 1999. Toujours en décembre 1999, Microïds a réédité le jeu pour PC sur un seul DVD-ROM. Le jeu et son intrigue sont restés inchangés, la seule différence étant que les cinématiques de la version sur DVD étaient au format MPEG2 tandis que celles de la version sur 4 CD-ROM étaient au format « Smack ». Par la suite, la version sur DVD a été rééditée plusieurs fois, notamment par Mindscape.
L'Amerzone a connu plusieurs rééditions au sein de coffrets regroupant plusieurs jeux d'aventure, notamment avec les jeux Syberia (2002) et Syberia 2 (2004), ces deux jeux étant des réalisations de Benoît Sokal contenant dans leur trame des références à L'Amerzone. Dans Syberia, l'héroïne Kate Walker trouve notamment dans une bibliothèque un ouvrage intitulé « L'Amerzone : Souvenirs d'une expédition » dont l'auteur est Alexandre Valembois.
Microids annonce un remake intégral du jeu qui sera disponible en 2025 sur PlayStation 5, Xbox Series et PC sous le même nom, L'Amerzone : Le Testament de l'explorateur.

### Ouvrages
En juin 1999, paraît l'ouvrage intitulé L'Amerzone : Stratégies & secrets. Réalisé par Daniel Ichbiah, cet ouvrage se divise en quatre chapitres. Le premier détaille le fonctionnement du gameplay du jeu, tandis que le second, intitulé « guide de jeu », propose une solution complète de l'aventure. Le troisième chapitre, intitulé « l'univers de l'Amerzone », se présente comme un glossaire rassemblant notamment des informations sur les différents personnages et les différents lieux du jeu. Le dernier chapitre se compose d'une interview menée par Daniel Ichbiah avec Benoît Sokal. Beaucoup d'informations sur la réalisation de L'Amerzone y sont évoquées.
En novembre 1999, Benoît Sokal fait paraître l'ouvrage intitulé Amerzone : Souvenirs d'une expédition chez Casterman. Cet ouvrage, au format A5 « à l'italienne », contient un ensemble de croquis et d'aquarelles d'animaux fantastiques, de scènes et de lieux ébauchés par Sokal lors de la réalisation du jeu, ainsi que des captures d'écran du jeu et certaines pages du carnet d'Alexandre Valembois. Plusieurs ébauches d'animaux fantastiques n'apparaissant pas dans la version finale du jeu sont présentées dans cet ouvrage. Quelques paragraphes de texte accompagnent parfois les images, et donnent des précisions sur l'univers de l'Amerzone, sans que cela s'apparente à un making of. Ces précisions sont pour la plupart issues du carnet de Valembois, bien que certaines soient « inédites », car n'ayant pas été mentionnées au cours de l'aventure.

### Influence dans la sphère du jeu d'aventure

Le logo de White Birds Productions, en référence aux Oiseaux Blancs d'Amerzone.

En 2001, le site Atlantis Amerzone et cie, spécialisé dans le jeu d'aventure, est mis en ligne. Le nom du site est ouvertement inspiré du nom du jeu, ainsi que du nom d’Atlantis : Secrets d'un monde oublié, sorti deux ans avant L'Amerzone.
En 2003, Benoît Sokal fonde avec Jean-Philippe Messian, Olivier Fontenay et Michel Bams le studio White Birds Productions, au sein duquel seront notamment développés d'autres jeux d'aventure de Sokal. Le nom du studio ainsi que son logo font directement référence aux Oiseaux Blancs de L'Amerzone.
D'une manière générale, L'Amerzone est resté comme l'un des jeux d'aventure français les plus célèbres. Le jeu va même parfois jusqu'à être qualifié de « légendaire ». Sa notoriété au sein du grand public reste cependant moins importante.